# Marino Vigna
Marino Vigna (nascido em 6 de novembro de 1938) é um diretor esportivo e ex-ciclista italiano que participava em competições de ciclismo de estrada e pista.

## Carreira

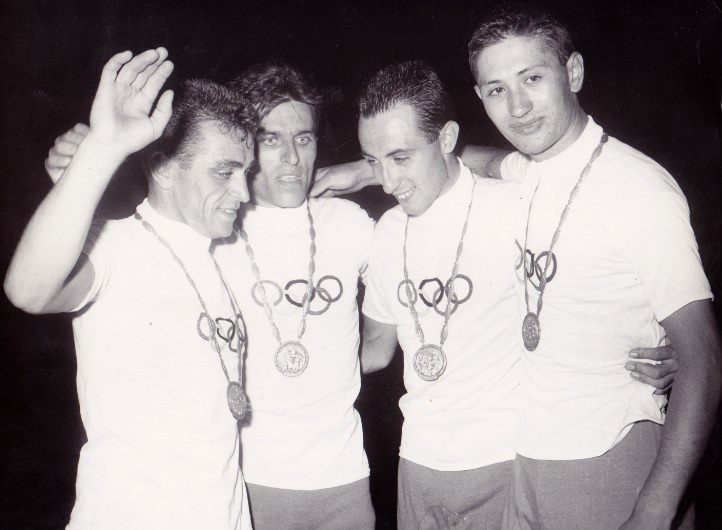
Luigi Arienti, Mario Vallotto, Franco Testa e Marino Vigna nas Olimpíadas de Roma 1960.

Vigna participou nos Jogos Olímpicos de 1960 em Roma, na Itália, onde conquistou a medalha de ouro na prova de perseguição por equipes dos 4000 metros, juntamente com Luigi Arienti, Franco Testa e Mario Vallotto.
Após as Olimpíadas, ele tornou-se um ciclista profissional e ganhou uma etapa do Giro d'Italia em 1963; o Tre Valli Varesine; uma etapa da Volta à Romandia em 1964; o Trofeo Laigueglia em 1965, e o Milano–Torino em 1966.